# Авгис
Авгис (Aragis, Argis, Avigis) — легендарный правитель готов. Родился около 90 г. в Готискандзе (современное Поморье, Польша ). Жил в 90 — 160 годах н. э.
Сын Хулмула, отец Гунтариха и Амала, родоначальника рода Амалов.